# Bad Mode
Bad Mode (Japonés: BADモード, Hepburn: Baddo Mōdo) es el octavo álbum de estudio en japonés (undécimo en general) de la cantante japonesa Hikaru Utada. Fue publicado digitalmente por el subsello Epic Records Japan de Sony Music Japan el 19 de enero de 2022. Las seis canciones lanzadas anteriormente se confirmaron para la lista de canciones del álbum, incluyendo el tema que da título al disco, la canción comercial de Shiseido «Find Love» y «Face My Fears», tema musical de Kingdom Hearts III.  El álbum incluye colaboraciones con una variedad de productores, incluyendo a Skrillex, Poo Bear, A. G. Cook y Sam Shepherd.
El hijo de Hikaru Utada, el cual tenía seis años en el momento del lanzamiento del álbum, participó en el álbum, con créditos de violín en «Bad Mode» y créditos vocales en «Not in the Mood» bajo el nombre de The Artist's Son. También aparece en la portada del disco.

## Lista de canciones
Todas las canciones escritas y compuestas por Hikaru Utada, excepto donde esta anotado. 
| Edición estándar |                                              |                         |                         |          |  |
| N.º              | Título                                       | Escritor(es)            | Productor(es)           | Duración |  |
| 1.               | «Bad Mode» (BADモード)                       | Utada Jodi Milliner     | Utada Sam Shepherd      | 5:03     |  |
| 2.               | «Kimi ni Muchū» (君に夢中)                   |                         | Utada A. G. Cook        | 4:18     |  |
| 3.               | «One Last Kiss»                              |                         | Utada Cook              | 4:10     |  |
| 4.               | «Pink Blood»                                 |                         | Utada Nariaki Obukuro   | 3:17     |  |
| 5.               | «Time»                                       |                         | Utada Obukuro           | 4:58     |  |
| 6.               | «Not in the Mood» (気分じゃないの)           |                         | Utada Shepherd          | 7:28     |  |
| 7.               | «Dare ni mo Iwa Nai» (誰にも言わない)        |                         | Utada Obukuro           | 4:40     |  |
| 8.               | «Find Love»                                  |                         | Utada Obukuro           | 4:38     |  |
| 9.               | «Face My Fears» (Japanese version)           | Utada Skrillex Poo Bear | Utada Skrillex Poo Bear | 3:38     |  |
| 10.              | «Somewhere Near Marseilles» (マルセイユ辺り) |                         | Utada Shepherd          | 11:55    |  |
| 54:05            |                                              |                         |                         |          |  |

| Bad Mode – Bonus tracks |                                          |                         |                         |          |  |
| N.º                     | Título                                   | Escritor(es)            | Productor(es)           | Duración |  |
| 11.                     | «Beautiful World» (Da Capo version)      |                         | Utada Obukuro           | 5:58     |  |
| 12.                     | «Kirei na Hito (Find Love)» (キレイな人) |                         | Utada Obukuro           | 4:38     |  |
| 13.                     | «Face My Fears» (English version)        | Utada Skrillex Poo Bear | Utada Skrillex Poo Bear | 3:39     |  |
| 14.                     | «Face My Fears» (A.G. Cook remix)        | Utada Skrillex Poo Bear | Cook                    | 5:22     |  |
| 73:36                   |                                          |                         |                         |          |  |

## Créditos
Créditos adaptados desde las notas del álbum.
- Hikaru Utada – voz principal y coros, teclado, piano (1), sacudidor (10), Korean WaveDrum (10), programación (1–5, 7, 8, 10, 12), grabación de voces (1–3, 6–8, 10, 12), programación de batería (9, 13)
- Nariaki Obukuro – productor, teclado (5, 7, 8, 11, 12), programación (5, 7, 8, 11, 12), grabación de voces (11)
- Sam Shepherd – productor, teclado, piano Rhodes (1), piano (6), programación (1, 6, 10)
- A. G. Cook – productor (2, 3, 14), teclado (3), programación (2, 3), remezclas (14)
- Skrillex – productor, programación (9, 13), mezclas (9, 13)
- Poo Bear – productor (9, 13)
- Jodi Milliner – bajo eléctrico (1, 4, 6, 11, 13), bajo sintetizado (2, 3, 9)
- Ben Parker – guitarra (1, 6, 7), guitarra acústica (11)
- Reuben James – piano eléctrico Wurlitzer (4), piano acústico (9, 13), piano (11)
- Will Fry – percusión (1, 7, 10)
- Leo Taylor – batería (1)
- Ash Soan – percusión (6)
- Freddie Gavita – trompeta (1)
- Soweto Kinch – saxofón
- Chris Dave – percusión (9, 13)
- Yuta Bandoh – arreglos orquestales (11)
- Ensemble FOVE – arreglos de cuerda (11)
- Darren Heelis – programación de batería (5)
- Tom Norris – programación de batería (9, 13), mezclas (9, 13)
- Nobuaki Tanaka – programación adicional (11)
- The Artist's Son – violín (1), coros (6)

## Posicionamiento
| Gráfica (2022)                      | Pico de posición |
| ----------------------------------- | ---------------- |
| Japón (Billboard Japan Hot Albums)  | 2                |
| Japón (Oricon Digital Albums Chart) | 1                |
| Reino Unido (UK Download Albums)    | 83               |

## Historial de lanzamientos
| Región | Fecha                 | Formato(s)                 | Discográfica          | Ref.   |
| ------ | --------------------- | -------------------------- | --------------------- | ------ |
| Varios | 19 de enero de 2022   | Descarga digital streaming | Epic Sony Music Japan | [ 13 ] |
| Varios | 23 de febrero de 2022 | CD                         | Epic Sony Music Japan | [ 13 ] |
| Varios | 27 de abril de 2022   | LP                         | Epic Sony Music Japan | [ 13 ] |